# セルゲイ・イグナシェヴィッチ
セルゲイ・イグナシェヴィッチ（Sergei Ignashevich, ロシア語: Сергей Николаевич Игнашевич, 1979年7月14日 - ）は、ソビエト連邦（現ロシア連邦）・モスクワ出身の元サッカー選手。元ロシア代表。ポジションはディフェンダー。現在はサッカー指導者である。
2000年代から2010年代にかけて、主にPFC CSKAモスクワやロシア代表で長きにわたりセンターバックを務めた選手である。

## 経歴

### クラブ

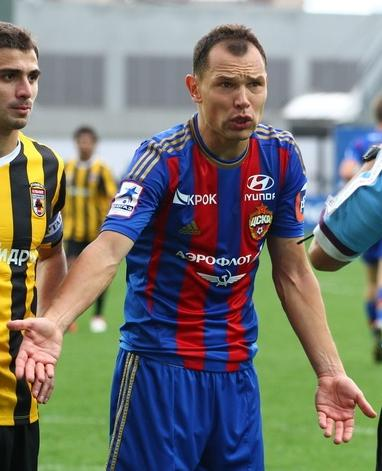
CSKAモスクワでのイグナシェヴィッチ

1998年に、スパルタク＝オレホヴォ・オレホヴォ＝ズエヴォ（現・ズナーミャ＝トルーダ・オレホヴォ＝ズエヴォ）でプロデビュー。翌1999年にはクリリヤ・ソヴェトフ・サマーラへと移籍し、2シーズンを同チームで送る。その後2001年にFCロコモティフ・モスクワへと移籍。在籍中は、ロシア・リーグ、ロシア・カップ、ロシア・スーパーカップの3つの主要タイトル獲得に貢献。UEFAチャンピオンズリーグ 2002-03ではチームの2次リーグ進出、UEFAチャンピオンズリーグ 2003-04ではベスト16進出にも貢献した。2004年からCSKAモスクワへと移籍。リーグ2回、カップ5回、スーパーカップ4回、UEFAカップの優勝に貢献し、近年のCSKA躍進のひとりである。チームメイトでロシア代表のベレズツキー兄弟との3CBトリオは抜群の完成度を誇る。
2009年11月3日に行われたUEFAチャンピオンズリーグ 2009-10のグループリーグ第4節のマンチェスター・ユナイテッドFC戦の後に行われたドーピング検査では陽性反応が出た。CSKA側はカゼ薬(Sudafed)を投与した事、メディカルスタッフの手続き上のミス、との声明を出した。UEFAの広報担当者はクラブや選手について「運動能力向上のための意図的なドーピングではない」との見方を示したものの、薬の一成分が禁止リストにあることを確認した。UEFAは同年12月17日、アレクセイ・ベレズツキーとともに、1試合（グループリーグ最終節のベシクタシュJK戦）の出場停止処分を科した
。最終節の試合には出られなかったものの、CSKAはグループリーグを突破。UEFAチャンピオンズリーグ決勝トーナメント1回戦の1stレグ2ndレグのセビージャ戦ではスタメンで出場し、ロシアクラブ初のベスト8進出に貢献をした。
ロシア・ワールドカップ敗退後の2018年7月、現役引退を発表した。

### 代表
UEFA EURO 2004予選ではレギュラーとして活躍したが、大会直前で怪我をしてしまいUEFA EURO 2004を棒に振る。UEFA EURO 2008本大会のグループリーグのスペイン戦ではスタメンを外されたが、ロマン・シロコフの失策によりギリシャ戦からスタメンに復帰している。2009年9月5日のリヒテンシュタイン戦で、代表通算50試合出場を達成した。
2014年には2014 FIFAワールドカップにもロシア代表として出場をしている。
UEFA EURO 2016をもって代表引退したが、ヴィクトル・ヴァシン、ゲオルギ・ジキヤといったレギュラー陣が重傷を負い、さらに予備登録35人に選出されていたルスラン・カムボロフがFCクラスノダール戦で脹脛を痛め欠場する見込みとなったため、代表引退を撤回して約2年ぶりに招集された。
自国開催となる2018 FIFAワールドカップのメンバーにも、チーム最年長の38歳で選出された。決勝トーナメント1回戦のスペイン戦ではオウンゴールを献上するも、PK戦では2人目のキッカーとして成功し、ラウンド16突破に貢献。同大会を通しては全5試合にフル出場し、チームのベスト8進出を支えた。

### 引退後
CSKAモスクワに留まり、ユースチームで指導に当たった。
2019年6月4日、FCトルペド・モスクワの監督に就任した。
2021年10月2日、FCバルチカ・カリーニングラードの監督に就任した。

## 人物
- 既婚者であり、3人の子供を授かっている。3人目の子供には彼のファーストネームと同じ「セルゲイ」と名付けている。
- ロシアリーグ・ベストプレーヤー33のディフェンダー部門で2001年から13年連続1位に選ばれた。
- 2011年7月26日、慈善団体のハッピー・ワールドが主催する、病気で苦しむ子供たちへのチャリティープログラムに、コレクションとして持っている名選手のユニフォームを出品する事が発表された[8]。ユニフォームは8月17日から8月24日にかけて、オークションサイトのmolotokに出品され、売り上げの全額が寄付された[9]。

## 個人成績
| クラブ                 | ディヴィジョン | シーズン | リーグ | リーグ | カップ | カップ | 欧州カップ戦 | 欧州カップ戦 | Total | Total |
| クラブ                 | ディヴィジョン | シーズン | 試合   | 得点   | 試合   | 得点   | 試合         | 得点         | 試合  | 得点  |
| ---------------------- | -------------- | -------- | ------ | ------ | ------ | ------ | ------------ | ------------ | ----- | ----- |
| スパルタク＝オレホヴォ | 1部            | 1999     | 17     | 1      | 1      | 0      | -            | -            | 18    | 1     |
| スパルタク＝オレホヴォ | Total          | Total    | 17     | 1      | 1      | 0      | 0            | 0            | 18    | 1     |
| クリリヤ・ソヴェトフ   | プレミア       | 2001     | 6      | 1      | 1      | 0      | -            | -            | 7     | 1     |
| クリリヤ・ソヴェトフ   | プレミア       | 2002     | 25     | 1      | 2      | 0      | -            | -            | 27    | 1     |
| クリリヤ・ソヴェトフ   | Total          | Total    | 31     | 2      | 3      | 0      | 0            | 0            | 34    | 2     |
| ロコモティフ・モスクワ | プレミア       | 2001     | 23     | 0      | 1      | 0      | 10           | 1            | 34    | 1     |
| ロコモティフ・モスクワ | プレミア       | 2002     | 29     | 1      | 1      | 0      | 14           | 2            | 44    | 3     |
| ロコモティフ・モスクワ | プレミア       | 2003     | 25     | 3      | 2      | 0      | 8            | 2            | 35    | 5     |
| ロコモティフ・モスクワ | Total          | Total    | 77     | 4      | 4      | 0      | 32           | 5            | 113   | 9     |
| CSKAモスクワ           | プレミア       | 2004     | 22     | 1      | 9      | 0      | 16           | 2            | 47    | 3     |
| CSKAモスクワ           | プレミア       | 2005     | 22     | 5      | 5      | 1      | 7            | 0            | 34    | 6     |
| CSKAモスクワ           | プレミア       | 2006     | 26     | 2      | 4      | 0      | 8            | 0            | 38    | 2     |
| CSKAモスクワ           | プレミア       | 2007     | 26     | 3      | 4      | 1      | 5            | 0            | 35    | 4     |
| CSKAモスクワ           | プレミア       | 2008     | 28     | 4      | 2      | 0      | 6            | 0            | 36    | 4     |
| CSKAモスクワ           | プレミア       | 2009     | 29     | 3      | 4      | 0      | 5            | 0            | 38    | 3     |
| CSKAモスクワ           | プレミア       | 2010     | 28     | 2      | 2      | 0      | 10           | 1            | 40    | 3     |
| CSKAモスクワ           | プレミア       | 2011-12  | 38     | 5      | 5      | 2      | 12           | 1            | 55    | 8     |
| CSKAモスクワ           | プレミア       | 2012-13  | 20     | 0      | 1      | 0      | 2            | 0            | 23    | 0     |
| CSKAモスクワ           | Total          | Total    | 239    | 25     | 37     | 5      | 75           | 4            | 351   | 34    |
| 通算                   | 通算           | 通算     | 364    | 32     | 45     | 5      | 107          | 9            | 516   | 46    |

## 代表歴

### 出場大会
- ロシア代表
  - 2014 FIFAワールドカップ
  - 2018 FIFAワールドカップ

### 試合数
- 国際Aマッチ 128試合 8得点（2002年-2018年）[10]

| ロシア代表 | 国際Aマッチ | 国際Aマッチ |
| 年         | 出場        | 得点        |
| ---------- | ----------- | ----------- |
| 2002       | 4           | 0           |
| 2003       | 9           | 3           |
| 2004       | 4           | 0           |
| 2005       | 5           | 0           |
| 2006       | 6           | 0           |
| 2007       | 7           | 0           |
| 2008       | 11          | 0           |
| 2009       | 10          | 1           |
| 2010       | 7           | 0           |
| 2011       | 9           | 1           |
| 2012       | 13          | 0           |
| 2013       | 9           | 0           |
| 2014       | 13          | 2           |
| 2015       | 8           | 1           |
| 2016       | 6           | 0           |
| 2017       | 0           | 0           |
| 2018       | 7           | 0           |
| 通算       | 128         | 8           |

### 得点
| #  | 開催年月日     | 開催地     | 対戦国           | スコア | 結果 | 試合概要                    |
| -- | -------------- | ---------- | ---------------- | ------ | ---- | --------------------------- |
| 1. | 2003年6月7日   | バーゼル   | スイス           | 2-1    | 2-2  | EURO 2004予選               |
| 2. | 2003年6月7日   | バーゼル   | スイス           | 2-2    | 2-2  | EURO 2004予選               |
| 3. | 2003年9月6日   | ダブリン   | アイルランド     | 1-1    | 1-1  | EURO 2004予選               |
| 4. | 2009年9月9日   | カーディフ | ウェールズ       | 1-2    | 1-3  | 2010 FIFAワールドカップ予選 |
| 5. | 2011年10月11日 | モスクワ   | アンドラ         | 2-0    | 6-0  | EURO 2012予選               |
| 6. | 2014年9月4日   | ヒムキ     | アゼルバイジャン | 3-0    | 4-0  | 親善試合                    |
| 7. | 2014年11月18日 | ブダペスト | ハンガリー       | 0-1    | 1-2  | 親善試合                    |
| 8. | 2015年10月9日  | キシナウ   | モルドバ         | 0-1    | 1-2  | EURO 2016予選               |

## 獲得タイトル
FCロコモティフ・モスクワ
- ロシア・カップ：1回 (2001)
- ロシアサッカー・プレミアリーグ：1回 (2002)
- ロシア・スーパーカップ：1回 (2003)

PFC CSKAモスクワ
- ロシアサッカー・プレミアリーグ：5回 (2005, 2006, 2012-13, 2013-14, 2015-16)
- ロシア・カップ：5回 (2005, 2006, 2008, 2009, 2011, 2013)
- UEFAカップ：1回 (2005)
- ロシア・スーパーカップ：6回 (2004, 2006, 2007, 2009, 2013, 2014)